# Quilabitas
Quilabitas ou Banu Quilabe (em árabe: ﺑﻨﻮ ﻛـلاﺏ‎; romaniz.: Banū Kilāb) era uma tribo árabe que dominou a Arábia Central no fim da era pré-islâmica. Era um ramo importante dos Banu Amir ibne Sasa e, portanto, da linhagem do norte da Arábia ou caicitas. Durante e após a conquista muçulmana da Síria, os quilabitas migraram para o norte da Síria. Seu chefe Zufar ibne Alharite Alquilabi liderou a revolta caicita contra o Califado Omíada (r. 651–750) até que garantiu a paz com o último em 691.
Mais duas migrações em massa de quilabitas para o norte da Síria ocorreram nos séculos IX e X, sendo a última onda associada ao movimento rebelde carmata. Por sua força numérica, habilidade de espada e mobilidade beduína, os quilabitas emergiram como a força militar dominante nas estepes do deserto, ao norte de Palmira e ao redor de Alepo, às custas de tribos semi-sedentárias bem estabelecidas. Estavam envolvidos na ascensão da dinastia hamadânida no fim do século X, mas muitas vezes se rebelaram e participaram de disputas intra-dinásticas. No início do XI, o chefe quilabita Sale ibne Mirdas assumiu a liderança da tribo e, em 1025, estabeleceu um emirado (principado) com sede em Alepo, que incluía grande parte da Mesopotâmia Ocidental e norte da Síria. A dinastia mirdássida governou Alepo mais ou menos continuamente até 1080.

## Origens
Os quilabitas eram um ramo importante dos Banu Amir ibne Sasa, uma grande confederação tribal beduína citada pela primeira vez em meados do século VI. O progenitor dos quilabitas era certo Quilabe ibne Rebia ibne Amir. Sua terra natal ficava no centro do Négede, numa grande área que tornar-se-ia a Hima Daria (Ḥima Ḍarīyya). A ḥima (pl. Aḥmāʾ; local protegido ou proibido) era área com alguma vegetação no deserto reservada à criação de cavalos, que, diferentemente dos camelos, requeriam água e vegetação herbácea diariamente. A zona era controlada por certa tribo e o acesso ao ḥima era restrito a seus membros. Os aḥmāʾ surgiram pela primeira vez no Négede nos séculos V ou VI, e o ḥima mais famoso foi o Hima Daria, segundo o historiador Irfan Shahid. Num ponto da era pré-islâmica (pré-630), o quilabitas controlava nove décimos do Hima Daria.

## Divisões

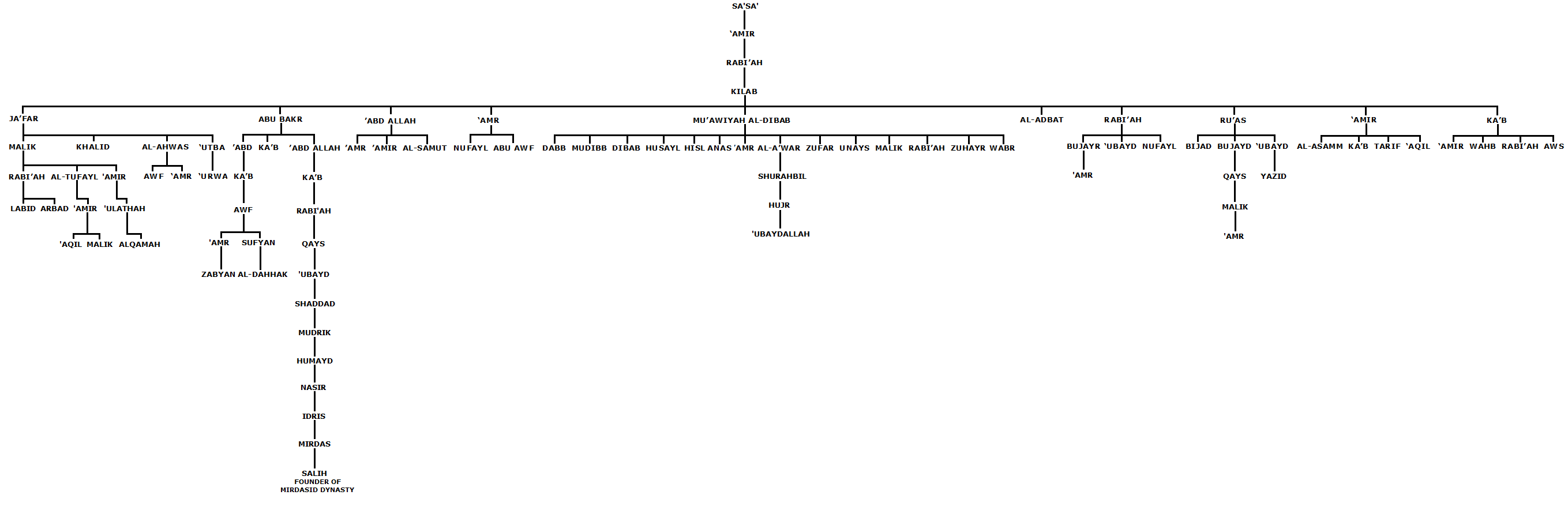
Genealogia dos quibalibas

Arábia ca. 600

Havia pelo menos dez divisões de primeiro nível dos quilabitas, cada uma com o nome de um filho de Quilabe ibne Rabia. Eram elas: Abedalá, Abacar, Aladebate, Amir, Anre, Jafar, Cabe, Moáuia Adibabe, Rabia e Ruas. Segundo Werner Caskel, as principais divisões foram Abedalá, Abacar, Anre, Jafar e Moáuia Adibabe. Na Era Pré-Islâmica, os chefes proeminentes dos quilabitas vieram da divisão Jafar, mas a maior e mais forte divisão foi a Abu Becre. Anre era a segunda maior e as demais eram um pouco menores. Cada uma era composta de vários ramos e sub-tribos. Dos Abu Becre havia os Abde, Abedalá e Cabe; as maiores sub-tribos deste último foram os Arar, Aufe e Rabia, todos descendentes de Cabe ibne Abedalá ibne Abu Becre. A dinastia mirdássida pertencia à sub-tribo Rabia. Os ramos dos Jafar eram Alauas, Calide, Maleque e Utba. O conhecido poeta Labide era membro do ramo Maleque.

## Arábia

### Período Pré-islâmico
A terra natal original do Banu Amir era a área entre os oásis de Turuba e Rania e a área ao norte destes. Os quilabitas migraram desta região para o norte e noroeste para a maior vizinhança de Daria e, posteriormente, suas sub-tribos ocuparam o trecho de território entre Daria e Turuba. A unidade interna quilabita na era pré-islâmica era conhecida por ser particularmente forte. Seu território era limitado a leste pelos tamimitas e ribabitas, a nordeste pelos assaditas, a norte e noroeste pelos gatafanitas, a sudoeste pelos soleimitas e hauazinitas e a sul pelos catamitas e várias tribos iemenitas. Além dos soleimitas e hauazinitas, com quem os quilabitas mantinham relações cordiais, estavam em constante estado de hostilidade com o resto das tribos vizinhas.

### Era de Maomé
Eles estavam envolvidos em muitos conflitos militares com Maomé. O primeiro foi ouvido quando as notícias do massacre durante a Expedição de Bir Maona chegaram a ele, que ficou muito triste e enviou Anre ibne Omaia Adanri e um Ansar para investigar todo o assunto. No caminho de volta para Carcara, Anre ibne Omaia descansou à sombra de uma árvore, e dois quilabitas se juntaram a ele. Quando dormiram, os matou pensando que, ao fazer isso, vingaria alguns de seus companheiros mortos. Os quilabitas também foram o alvo da Expedição de Abacar em dezembro de 628 no Négede e da Expedição de Daaque Alquilabi em junho de 630. Na Expedição de Calide ibne Ualide em abril de 631, o ídolo quilabita Uade foi demolido.

## Síria

### Primeiras migrações e liderança caicita
Clãs das divisões quilabitas de Abu Becre, Anre, Abedalá, Moáuia e possivelmente Jafar, migraram à Síria durante e logo após a conquista muçulmana dessa região nos anos 630. Isso representou a primeira grande onda de migração quilabita. Enquanto a divisão de Abu Becre era a maior unidade na Arábia, os Anre eram aparentemente a maior e mais forte na Síria pelo menos até o século IX. Os quilabitas estabeleceram-se pela primeira vez na área a noroeste do vale do Eufrates em Junde de Quinacerim (distrito militar de Cálcis). Muitos dos recém-chegados foram trazidos como tropas pelo governador da Síria, Moáuia I, durante o reinado do califa Otomão (r. 644–656). Moáuia (r. 661–680) mais tarde estabeleceu o Califado Omíada e nomeou um dos principais chefes quilabitas, Zufar ibne Alharite, como governador de Quinacerim. Zufar veio da divisão Anre, que segundo o historiador Suhayl Zakkar, "sempre se distinguiu por sua atitude militante e guerreira".
Quando o califa Iázide I e seu sucessor Moáuia II morreram em rápida sucessão em 683-684, a Síria estava desorganizada. Em meio a essas circunstâncias, Zufar se revoltou e deu lealdade ao califado rival Abedalá ibne Zobair. Ele então enviou tropas árabes de Quinacerim para ajudar o general Daaque ibne Cais Alfiri, apoiado pelos caicitas, contra uma força omíada-calbita na Batalha de Marje Raite, perto de Damasco, em 684, durante a qual Daaque foi morto e os caicitas foram derrotados. Consequentemente, Zufar fugiu para o Eufrates Médio à cidade de Circésio, expulsou seu governador omíada e o fortificou e estabeleceu como centro de resistência caicita ao Estado omíada. Em 691, Abedal Maleque ibne Maruane fez um acordo de paz com Zufar, pelo qual este último desertou de ibne Zobair em troca de uma posição de destaque no corte e exército omíadas. Os filhos de Zufar, Hudail e Cautar, que foram particularmente ativos durante os reinados de Solimão (r. 715–717) e Omar II (r. 717–720), foram considerados chefes preeminentes dos cais e foram altamente respeitados pelos califas.

### Domínio no norte da Síria
Os abássidas sucederam os omíadas em 750. Um século depois, durante o reinado do califa Mutavaquil (r. 847–861), a lei e a ordem em toda a Síria começaram a ruir e esse processo se acelerou nos anos seguintes à sua morte. O vácuo político e as frequentes revoltas abriram o caminho para os quilabitas fortalecerem sua influência no norte da Síria. Em algum momento do século IX, uma segunda grande onda quilabita, provavelmente da divisão Anre, migrou à região saindo da Arábia. Quando Amade ibne Tulune, governador nominal abássida no Egito, conquistou a Síria em 878, os "quilabitas (...) estabeleceram-se como uma força a ser reconhecida", segundo o historiador Kamal Salibi. Em 882, prestaram assistência crítica a ibne Tulune na supressão de dois levantes, o primeiro liderado por um príncipe abássida e o segundo pelo governador tulúnida rebelde no norte da Síria. Ambas as rebeliões foram aparentemente apoiadas por tribos árabes e clãs camponeses mais antigos cujas terras estavam sendo invadidas pelos quilabitas.
Os quilabitas estabeleceram-se firmemente como a tribo predominante na região ao norte da [[Deserto da Síria|estepe de Palmirena] e a oeste do Eufrates, no início e meados do século X. Naquela época, uma terceira grande onda de migrantes quilabitas, principalmente da divisão de Abu Bebre, invadiu o norte da Síria; o cronista medieval alepino ibne Aladim coloca a data da invasão quilabita em 932 e afirma que os membros da tribo vieram dos clãs Abu Becre de Subaia e Duaiba. Como resultado, os Abu Becre ultrapassaram a divisão Anre. Zakkar escreve que a entrada de novos quilabitas "sem dúvida teve algum efeito considerável na vida e organização de todo o corpo de Quilabe" na Síria, mas "é muito difícil, se não impossível, encontrar informações confiáveis sobre isso".
A invasão quilabita no século X pode ter sido encorajada ou diretamente apoiada pelo movimento carmata, baseado no leste da Arábia. Os carmatas, cujas tropas consistiam em grande parte de tribos beduínas, lançaram uma série de invasões contra a Síria no século X, a primeira ocorrendo em 902. Os quilabitas e outros ramos dos Banu Amir forneceram a maior parte do pessoal militar dos carmatas. Na época, as tribos árabes da Síria e da Mesopotâmia experimentaram um acentuado crescimento populacional, que coincidiu com o aumento dos preços dos grãos. Isso, segundo o historiador Thierry Bianquis, tornou as tribos "suscetíveis à propaganda carmata denunciando a riqueza da população sunita urbana e o luxo das caravanas de peregrinação". As tribos frequentemente invadiam as terras agrícolas de Hama, Maarate Anumane e Salamia, mas, no entanto, se integravam bem à população rural devido à sua fé muçulmana xiita compartilhada.
Em 937, os recém-chegados quilabitas capturaram Maarate Anumane, saquearam a paisagem circundante e levaram cativo seu governador e guarnição local depois que este resistiu. O domínio quilabita impediu que Maomé ibne Tugueje Iquíxida (r. 935–946), o governante do Egito e do sul da Síria, governasse efetivamente o norte da Síria, que conquistou no final dos anos 930. Formou uma aliança com parte quilabitas, nomeando Amade ibne Saíde Alquilabi, da divisão Anre, como governador de Alepo em 939. Nos meses seguintes, os iquíxidas foram expulsos do norte da Síria pelos abássidas. Entre 941 e 944, a situação política no norte da Síria era fluida e, a certa altura, Iquíxida voltou a ocupar o norte da Síria e nomeou Amade ibne Saíde como governador de Antioquia e o irmão dele Otomão como governador de Alepo.

### Envolvimento com os hamadânidas

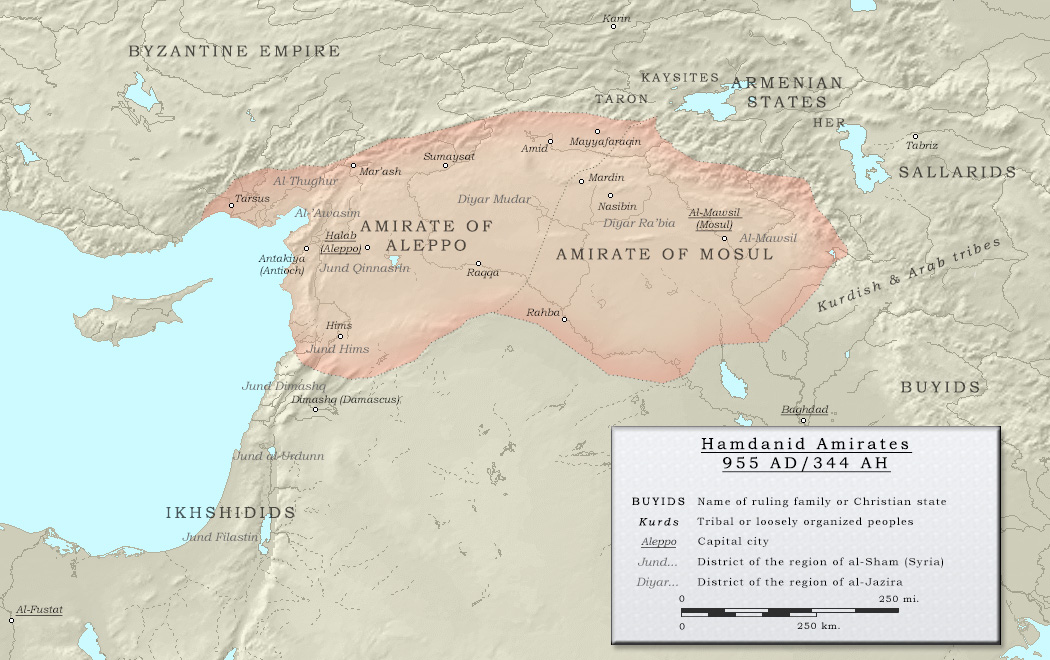
Emirados de Alepo e Moçul em 955

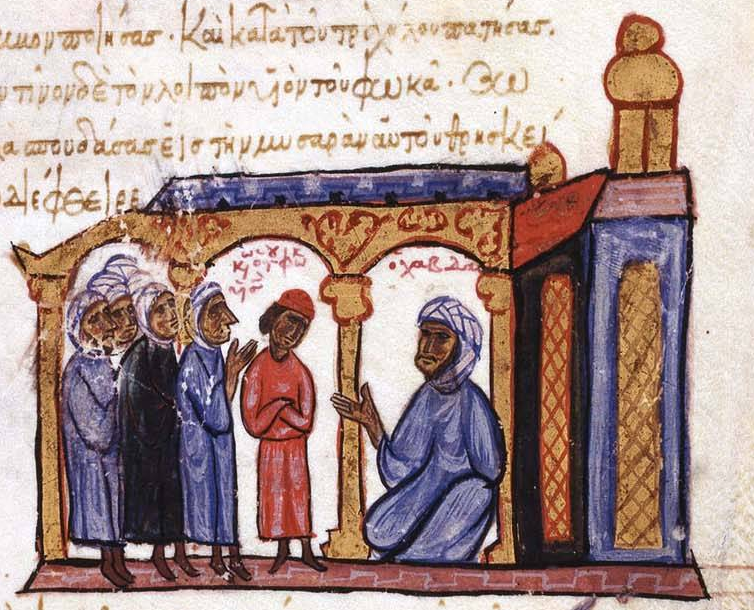
Ceife Adaulá r. e sua corte segundo o Escilitzes de Madrid

As nomeações de Amade e Otomão despertaram o ciúme de outros chefes quilabitas que, procurando substituir seus parentes, convidaram Nácer Adaulá, o governante hamadânida de Moçul, a invadir Alepo com sua assistência. O irmão de Nácer, Ceife Adaulá, entrou em Alepo em outubro de 944 e foi recebido por Otomão, que levou Ceife numa excursão por cada uma das aldeias no domínio de Alepo. Ibne Aladim afirma que foram as divisões internas entre os quilabitas que permitiram Ceife estabelecer-se com sucesso em Alepo. Ceife alistou mais tarde membros dos quilabitas em sua tentativa fracassada de conquistar o sul da Síria, controlado pelos iquíxidas, em 946. No entanto, devido a incessantes incursões beduínas contra seus súditos, despejou a maioria das tribos do norte da Síria à Mesopotâmia Superior. Uma aparente exceção a essas expulsões foram os quilabitas, que eram a única tribo autorizada a habitar o norte da Síria. No entanto, estiveram em conflito com Ceife em algum momento, mas pelo tempo de sua morte em 967, concedeu-lhes perdão (amān).
Ao longo dos séculos X e XI, os quilabitas "representaram uma força militar organizada com uma cavalaria poderosa treinada em artes da espada montada e sem medo de enfrentar um exército do governo no campo de batalha", de acordo com Bianquis. Salibi observa que os principais dons militares quilabitas do norte da Síria eram sua "rapidez de movimento beduína" e suas conexões de parentesco com os quilabitas na Mesopotâmia Superior. A tribo "servia àqueles que pagavam mais e frequentemente, em tempos de crise, vendiam seu empregador pelo maior lance", segundo Zakkar. E assim foi com os hamadânidas e seus oponentes; tribos quilabitas estavam envolvidas em todas as lutas hamadânidas com o Império Bizantino, todas as revoltas contra eles e em conflitos intra-dinásticos sobre o Emirado de Alepo. Segundo Bianquis, "em caso de vitória", os quilabitas esperavam que seu empregador lhes concedesse ictas (propriedades geradoras de renda). O sucessor de Ceife, Sade Adaulá (r. 967–991), tinha quinhentos guerreiros beduínos dos Anre em seu exército em 983, indicando o grande tamanho dessa divisão. Enquanto isso, Baquejur, o rebelde gulam (soldado escravo) de Sade Adaulá, tinha seu próprio contingente de guerreiros quilabitas quando lutou com Sade Adaulá em 991.
Em 1008/09, os quilabitas foram empregados por uma aliança bizantina-maruânida para ajudar a instalar o filho de Sade Adaulá, Abu Alhaija, como o emir de Alepo em substituição a Almançor ibne Lulu, o emir aliado aos fatímidas. No entanto, os quilabitas colaboraram com os fatímidas e traíram os maruânidas. Quando os fatímidas se voltaram contra Almançor em 1011/12 e ganharam promessas de apoio quilabita para restaurar o domínio hamadânida em Alepo, eles traíram os fatímidas. Assim, a tribo "salvou Almançor ibne Lulu em duas ocasiões por sua inação", de acordo com Bianquis. Em troca, exigiram de Almançor ictas nos pastos férteis ao redor de Alepo para criar suas ovelhas e cavalos. Para aliviar suas obrigações com eles, Almançor fez um ardil no qual convidou 1 000 quilabitas para um banquete em seu palácio em Alepo em 27 de maio de 1012, apenas para prendê-lo e agredi-los. Aqueles entre os convidados que não foram massacrados foram presos nas masmorras da Cidadela de Alepo.

### Ascensão de Sale ibne Mirdas

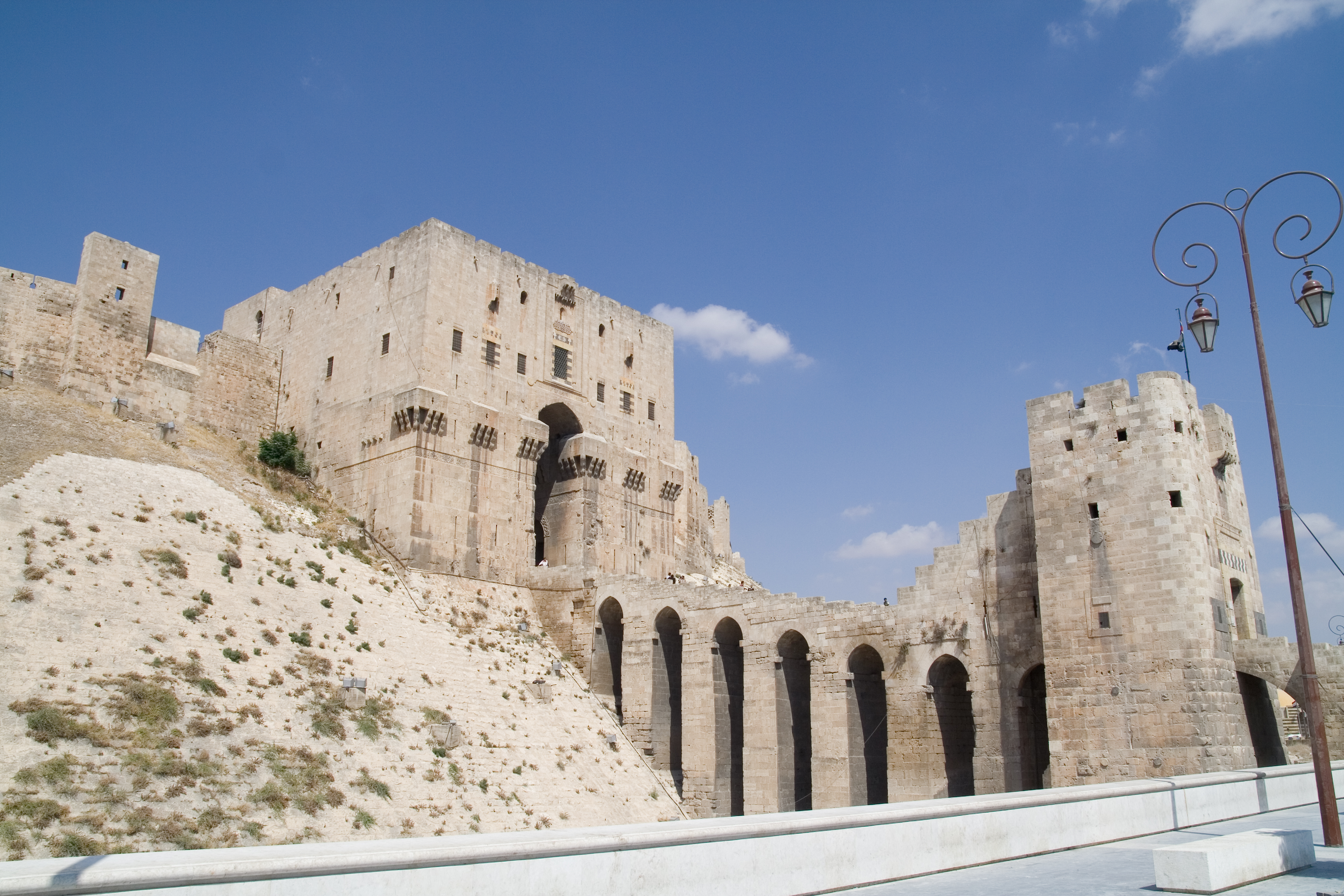
Cidadela de Alepo

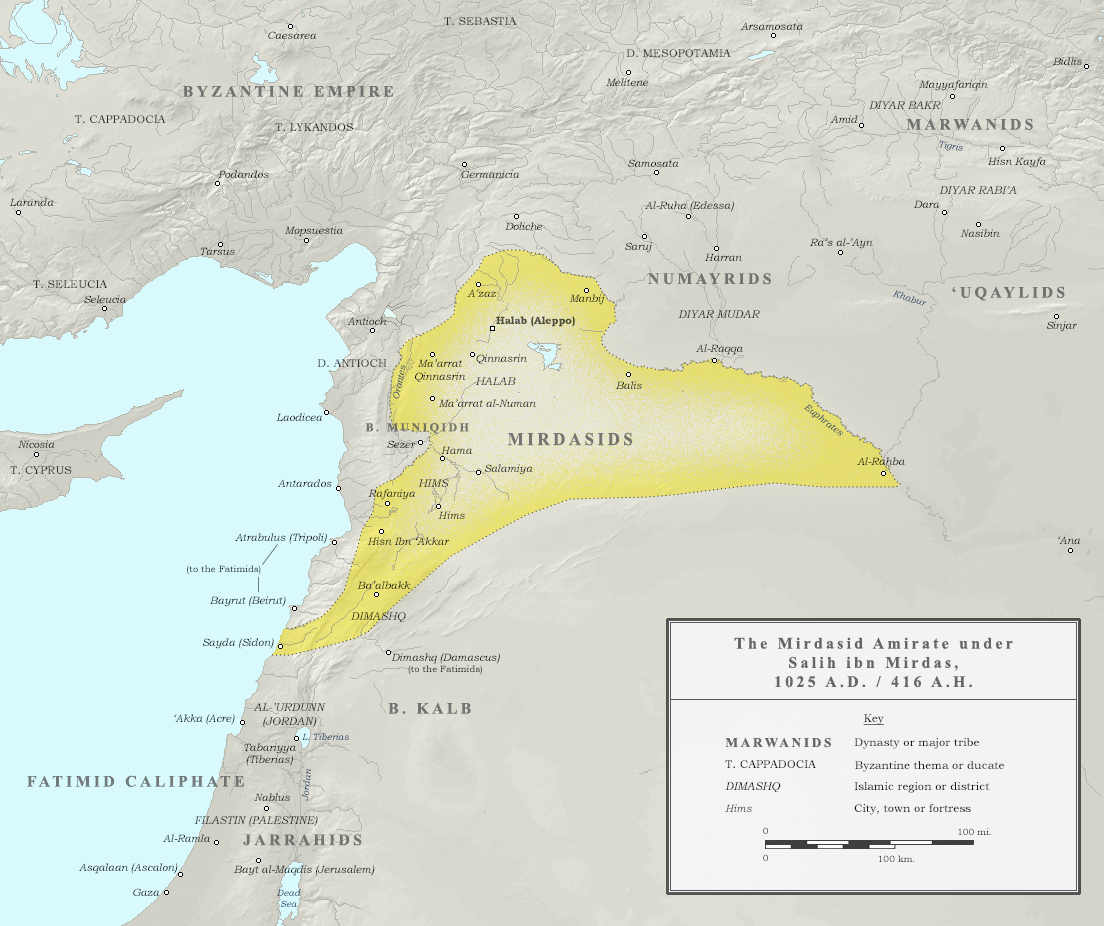
Emirado Mirdássida em 1025

Ao ouvir sobre as ações de Almançor, Mucalide ibne Zaida, um emir quilabita da periferia de Alepo, lançou um ataque contra Cafarda para pressioná-lo; o último respondeu realocando seus prisioneiros quilabitas em instalações com melhores condições e prestando tratamento favorável aos irmãos de Mucalide, Hamide e Jami. No entanto, depois que Mucalide foi morto e os quilabitas abortaram seu cerco contra Cafarda, Almançor devolveu os prisioneiros às masmorras, onde muitos chefes foram torturados, executados ou morreram de más condições.
Entre os prisioneiros estava Sale ibne Mirdas, um emir de uma família principesca pertencente à divisão de Abu Becre, que havia capturado Arraba em 1008/09. Sale foi submetido a tortura e humilhação particularmente brutais por Almançor. Almançor forçou alguns chefes a aceitar seus termos e os libertou em 1013, mas a maioria dos prisioneiros permaneceu encarcerada, incluindo Sale, cuja "ousadia e ressentimento aumentaram", segundo Zakkar. Sale escapou da cidadela em 1014 e reuniu seus homens da tribo sobreviventes em seus acampamentos em Marje Dabique. Os quilabitas se uniram a Sale, que logo depois os liderou em seu cerco contra Alepo.
Os exércitos de quilabitas e gulans de Almançor colidiram várias vezes e Almançor foi capaz de infligir perdas aos quilabitas e saquear parte de seu acampamento. Encorajado por isso, recrutou adversários locais, incluindo muitos judeus e cristãos alepinos, e confrontou os guerreiros quilabitas de Sale na periferia de Alepo em 13 de agosto de 1014. Os quilabitas derrotaram o exército de Almançor, matando cerca de 2 000 tropas irregulares alepinas e capturando Almançor e seus comandantes seniores. No entanto, os quilabitas não conseguiram capturar Alepo, que foi defendida pelos irmãos e mãe de Almançor. As negociações à sua libertação foram concluídas com a libertação dos prisioneiros quilabitas e a promessa de lhes atribuir metade das receitas do emirado. Além disso, Sale foi reconhecido por Almançor como o emir supremo dos quilabitas.
Nos anos seguintes, Sale consolidou sua autoridade e expandiu seu emirado para incluir as importantes cidades da fortaleza do Eufrates em Mambije e Barbalisso. Almançor não cumpriu com sua atribuição aos quilabitas de sua parte nas receitas de Alepo, provocando ataques contra o campo de Alepo. Em 1016, Almançor fugiu de Alepo após a revolta do comandante de sua cidadela, Fate Alcali. Sale convenceu Fate a cumprir as promessas de Almançor, mas Fate também cedeu Alepo aos fatímidas para desgosto de Sale. Os quilabitas não eram fortes o suficiente para desafiar os fatímidas, mas foram estabelecidas relações amistosas entre Sale e o governador fatímida, Aziz Adaulá. Quando o último foi assassinado em 1022, Sale havia acrescentado as cidades de Rafaneia e Raca ao seu emirado. Em 1024, uma aliança foi formada entre quilabitas, calbitas taítas, as tribos árabes mais fortes da Síria central e Transjordânia, respectivamente. As forças de Sale capturaram Alepo a seu emirado naquele ano, junto com Homs, Balbeque, Sidom e Gibelacar, enquanto o domínio dos fatímidas no resto da Síria foi consideravelmente enfraquecido.
Sale "levou ao sucesso o plano que guiou seus antepassados [quilabitas] por um século" com sua captura de Alepo, segundo Bianquis. Com Alepo como capital, estabeleceu seu Emirado Mirdássida seguindo as diretrizes de um Estado islâmico medieval tradicional, com um cádi para supervisionar o judiciário, uma administração fiscal e um vizir para supervisionar os assuntos do Estado. Além disso, um novo posto foi estabelecido, conhecido como xeique Adaulá (chefe do estado), que era reservado ao confidente quilabita de confiança de Sale, e a cada chefe quilabita foi atribuído um icta. Em 1028, o governador fatímida da Síria, Anustaquim de Dizbar, marchou contra os quilabitas e taítas, tendo assegurado a deserção do calbitas aos fatímidas. Contrariando o domínio taíta/jarráida da Palestina e o controle mirdássida do centro da Síria, Anustaquim confrontou Sale e o emir jarráida Haçane ibne Mufarrije na Batalha de Ucuana, perto de Tiberíades, em 1029. Sale foi morto e Anustaquim ocupou os domínios centrais mirdássidas.

### Declínio
Segundo o historiador Hugh N. Kennedy, após a queda das mirdássidas e a crescente invasão de seus pastos pelos grupos turcomanos, os quilabitas "logo desapareceram inteiramente como uma tribo beduína". O cronista do século XIII ibne Aladim observa que os clãs continuaram a controlar os remanescentes do Emirado Mirdássida, embora não oficialmente, após a queda dos mirdássidas. Continuaram sendo a tribo mais forte e mais numerosa do norte da Síria, mas eram politicamente fracos como resultado de suas divisões internas e falta de vontade de se unir sob um emir supremo. o Império Aiúbida conquistou a Síria no final do século XII, e o sultão do Egito Adil I (r. 1200–1218) estabeleceu o escritório de amir alárabe (comandante dos beduínos) para governar as tribos beduínas da Síria e incorporá-las ao Estado. Os quilabitas foram deixados fora da jurisdição do amir alárabe até que o governante aiúbida de Alepo, Zair Gazi (r. 1186–1210), confiscou seus ictas no Emirado de Aleppo e os passou para os taítas. A medida de Zair levou alguns clãs quilabitas a migrar para o norte, à Anatólia, enquanto os que permaneceram no norte da Síria aliaram-se aos Alfadle, a casa governante dos taits e os detentores do posto amir alárabe. Os mamelucos assumiram a maior parte dos domínios aiúbidas na Síria em 1260. Em 1262/63, cerca de 1.000 cavaleiros quilabitas colaboraram com o rei armênio numa incursão contra Aintabe, controlada pelos mamelucos. Mais tarde, em 1277, os quilabitas aliaram-se ao sultão mameluco Baibars em Harim, no norte da Síria.